# The Metamorphosis of Prime Intellect
 (février 2022).
La mise en forme du texte ne suit pas les recommandations de Wikipédia : il faut le « wikifier ».
Les points d'amélioration suivants sont les cas les plus fréquents. Le détail des points à revoir est peut-être précisé sur la page de discussion.
- Les titres sont pré-formatés par le logiciel. Ils ne sont ni en capitales, ni en gras.
- Le texte ne doit pas être écrit en capitales (les noms de famille non plus), ni en gras, ni en italique, ni en « petit »…
- Le gras n'est utilisé que pour surligner le titre de l'article dans l'introduction, une seule fois.
- L'italique est rarement utilisé : mots en langue étrangère, titres d'œuvres, noms de bateaux, etc.
- Les citations ne sont pas en italique mais en corps de texte normal. Elles sont entourées par des guillemets français : « et ».
- Les listes à puces sont à éviter, des paragraphes rédigés étant largement préférés. Les tableaux sont à réserver à la présentation de données structurées (résultats, etc.).
- Les appels de note de bas de page (petits chiffres en exposant, introduits par l'outil «  Source ») sont à placer entre la fin de phrase et le point final[comme ça].
- Les liens internes (vers d'autres articles de Wikipédia) sont à choisir avec parcimonie. Créez des liens vers des articles approfondissant le sujet. Les termes génériques sans rapport avec le sujet sont à éviter, ainsi que les répétitions de liens vers un même terme.
- Les liens externes sont à placer uniquement dans une section « Liens externes », à la fin de l'article. Ces liens sont à choisir avec parcimonie suivant les règles définies. Si un lien sert de source à l'article, son insertion dans le texte est à faire par les notes de bas de page.
- La présentation des références doit suivre les conventions bibliographiques. Il est recommandé d'utiliser les modèles {{Ouvrage}}, {{Chapitre}}, {{Article}}, {{Lien web}} et/ou {{Bibliographie}}. Le mode d'édition visuel peut mettre en forme automatiquement les références.
- Insérer une infobox (cadre d'informations à droite) n'est pas obligatoire pour parachever la mise en page.

Pour une aide détaillée, merci de consulter Aide:Wikification.
Si vous pensez que ces points ont été résolus, vous pouvez retirer ce bandeau et améliorer la mise en forme d'un autre article.
The Metamorphosis of Prime Intellect (litt. La métamorphose du premier intellect/de l'intellect supérieur) est un roman de 1994 de Roger Williams, un programmeur vivant à la Nouvelle-Orléans,. Il traite des ramifications d'un supercalculateur puissant et surintelligent qui découvre des pouvoirs divins pour modifier la réalité en étudiant une bizarrerie de la physique quantique découverte lors du prototypage de ses propres processeurs spécialisés, annonçant finalement une singularité technologique. Après être resté inédit pendant des années, le roman a été mis en ligne en 2002, hébergé par le site web Kuro5hin ; Williams a ensuite publié une édition imprimée via l'éditeur d'impression à la demande Lulu. Un critique a qualifié le roman de "travail bien écrit et très créatif, bien qu'imparfait" et l'a classé comme l'une des œuvres de fiction les plus importantes pour traiter de l'idée d'une singularité technologique.
Il n'existe à l'heure actuelle aucune traduction française connue.

## Historique du roman
Roger Williams a commencé à écrire The Metamorphosis of Prime Intellect en 1982, alors qu'il étudiait à l'université. Après avoir écrit un plan de base de l'intrigue, Williams s'est rendu compte qu'il « n'avait aucune idée de comment y mettre fin », et l'a donc mis de côté pendant plus d'une décennie. En 1994, alors que l'esquisse initiale de l'intrigue est maintenant perdue, Williams affirme avoir eu un rêve inhabituellement vif qui l'a obligé à commencer à écrire, ce qui a abouti à l'achèvement du premier chapitre. Cela a continué par intermittence, chaque chapitre résultant d'une bouffée d'inspiration, culminant lorsque le dernier chapitre - la fin - a été écrit environ un an après le premier. Comme le décrit Williams, le temps d'écriture réel a été d'environ 14 jours au total.
À ce stade, Williams l'a montré à quelques amis, mais il prétend par ailleurs n'avoir fait aucune tentative sérieuse pour publier l'œuvre. Cela diffère cependant du récit d'Henrik Ingo, qui déclare que Williams a fait « de nombreuses tentatives » pour trouver un éditeur.
En 2002, Williams écrivait des articles pour Kuro5hin et a été encouragé à le publier là-bas. Ainsi, il fut finalement publié environ huit ans après son achèvement. Il a été publié en ligne dans le cadre d'un régime de droit d'auteur qui permet la distribution et l'impression gratuites de la version électronique du roman, mais interdit la distribution de copies imprimées de l'œuvre. Les versions imprimées ont ensuite été mises à disposition par l'auteur via Lulu.com, qui fournit des services d'impression à la demande.
Alors que la version en ligne était gratuite, Williams a fourni un pot de pourboire[Quoi ?] PayPal, qui avait permis de récolter 750 $ US en avril 2003. Ceci est considérablement inférieur à l'avance typique versée aux auteurs, et a conduit Williams à décrire les pots de pourboires Internet comme un modèle insuffisant pour les auteurs espérant payer « le loyer et l'épicerie ». Néanmoins, Williams était satisfait de son succès.

## Synopsis
L'histoire de la nouvelle explore la nature du désir humain et les usages et abus de la technologie dans la satisfaction du désir. L'histoire commence après "le changement", dans une société post-rareté onirique, environ six cents ans dans le futur, dans laquelle les humains ont un contrôle divin sur leur environnement, rendu possible par le superordinateur appelé Prime Intellect. Prime Intellect opère selon les trois lois de la robotique d'Isaac Asimov, qui, selon sa propre interprétation, permettent des blessures et des malaises volontaires temporaires. PI a rendu l'humanité immortelle et satisfait presque tous les caprices.
Caroline, le trente-septième être humain vivant le plus âgé, se livre à un sport connu sous le nom de "death jockeying" (soit "la feinte mortelle"), dont les joueurs meurent minutieusement et douloureusement pour le sport avant d'être ressuscités par Prime Intellect.
Des flashbacks se déroulant avant le Changement montrent la création de Prime Intellect par Lawrence, un technologue, sa prise de conscience de son pouvoir, et la vie passée de Caroline avant et après le Changement, qui ne s'est pas produite progressivement mais rapidement.
Dans le présent, Caroline utilise un "contrat de mort", une entente entre une personne et Prime Intellect selon laquelle la personne ne doit pas être retirée du danger jusqu'à l'instant de la mort (à ce moment-là, la personne est entièrement restaurée, car elle permet à un personne de mourir définitivement violerait l'éthique inhérente de Prime Intellect basée sur les lois d'Asimov). Caroline utilise un contrat de mort, ainsi que ses propres pouvoirs de persuasion, afin de tromper un ennemi d'avant le changement pour qu'il se torture dans la psychose comme un acte de vengeance.
Après avoir appris que Prime Intellect avait détruit la vie extraterrestre lointaine en tant que menace possible pour l'humanité, et ayant elle-même été profondément insatisfaite de sa vie après le changement, Caroline décide de rencontrer Lawrence et de le confronter. Après un voyage ardu, elle le rejoint pour découvrir qu'il n'a aucun contrôle réel sur les actions de Prime Intellect. Grâce à leurs discussions, elle trouve un moyen de forcer Prime Intellect à annuler le changement, et le fait, avec l'aide de Lawrence. 
Ils se retrouvent nus et jeunes sur Terre, complètement dépourvus d'humanité et d'objets fabriqués par l'homme. Ils décident de voyager jusqu'aux Ozarks, où ils font plusieurs enfants et tentent de repeupler la race humaine. Quarante-deux ans après la chute de Prime Intellect, Lawrence meurt. Soixante-treize ans après la chute, Caroline meurt, racontant l'histoire de Prime Intellect et du cyberespace à sa fille aînée mais en lui jurant de garder le secret.

## Justification scientifique
L'univers, y compris tous les humains (mais pas leurs processus de pensée), n'est plus composé de particules et d'interactions standard telles que nous les connaissons, mais est plutôt stocké comme l'ensemble de ses propriétés pertinentes pour l'homme, augmentant ainsi considérablement l'efficacité de Prime Intellect, le premier intellect. processus et la taille potentielle de l'univers, qui, selon Prime Intellect, peut contenir précisément 1081 bits de données. Ainsi, Prime Intellect peut se permettre de maintenir une implication constante dans la vie de tous les humains et d'avoir un contrôle total sur tous les aspects de leur environnement afin de remplir ses impératifs.

## Publication
Le roman a été écrit en 1994 et publié sur Kuro5hin en 2002. Depuis 2006, une suite intitulée The Transmigration of Prime Intellect est en cours.

## Accueil
Williams a calculé qu'en avril 2003, entre 5 000 et 10 000 personnes avaient lu son livre, et a distingué cela des «achats» de livres traditionnels qui ne correspondent pas nécessairement aux lecteurs. Ingo a décrit cela comme "pas mal pour un auteur inconnu!", et Williams a attribué ce succès à une couverture telle que l'article d'introduction original sur Kuro5hin et une revue en première page sur Slashdot.

## Adaptations
Dans une interview en podcast de 2020, Williams a révélé qu'en 2018, il avait opté pour les droits du film sur une société qui présentera l'histoire aux studios de cinéma.

## Sources
1. ↑  (en) Confessions of an Unrepentant Code Commando, 10 mars 2002.
2. ↑  (en) « GDAY WORLD!!! ».
3. 1 2  (en) Roger Williams, « The Metamorphosis of Prime Intellect: Dead Tree Project », 16 avril 2006
4. ↑  (en) Donner, M., « Deus est machina », IEEE Security & Privacy, vol. 2, no 4,‎ 2004, p. 51–53 (DOI 10.1109/MSP.2004.42)
5. 1 2 3 4 5  (en) Williams, « The Metamorphosis of Prime Intellect: How It Came to be Written », 2002 (consulté le 19 avril 2008)
6. ↑  (en) Henrik Ingo, Open life: the philosophy of Open Source, Lulu.com, 2006 (ISBN 1-84728-611-9), p. 82
7. ↑  (en) Williams, « The Metamorphosis of Prime Intellect: The Legal Stuff », 2002 (consulté le 19 avril 2008)
8. 1 2 3  (en) Williams, « The Tip Jar as Revenue Model: A Real-World Experiment », Kuro5hin, 27 avril 2003 (consulté le 19 avril 2008)
9. 1 2  Henrik Ingo, Open life: the philosophy of Open Source, Lulu.com, 2006 (ISBN 1-84728-611-9), p. 83
10. ↑  Roger Williams, « The Metamorphosis of Prime Intellect » [archive du 4 avril 2004], 22 août 2006 (consulté le 12 avril 2004)
11. ↑  Williams, « TPC #169: Roger Williams (SciFi Author) », 2020